# Novlene Williams-Mills
Novlene Williams-Mills, född den 26 april 1982, är en friidrottare från Jamaica som tävlar på 400 meter.
Williams-Mills deltog vid Olympiska sommarspelen 2004 där hon blev utslagen i semifinalen på 400 meter. Hon ingick i stafettlaget över 4 x 400 meter som blev bronsmedaljörer. Hon ingick även i det stafettlag som blev silvermedaljörer vid VM 2005 i Helsingfors.Under 2006 blev hon bronsmedaljör på 400 meter vid Samväldesspelen 2006. 
Vid VM 2007 i Osaka blev hon bronsmedaljör på 400 meter på tiden 49,66. Vid samma mästerskap blev hon även silvermedaljör i stafett över 4 x 400 meter. Hon deltog även vid Olympiska sommarspelen 2008 där hon precis som fyra år tidigare blev utslagen individuellt i semifinalen och bronsmedaljör i stafett. 
Vid VM 2009 var hon i final på 400 meter där hon slutade på fjärde plats på tiden 49,77. Hon ingick även i det jamaicanska stafettlaget på 4 x 400 meter som slutade tvåa bakom USA.

## Personliga rekord
- 200 meter - 23,39
- 400 meter - 49,63